# Marcin Leopolita

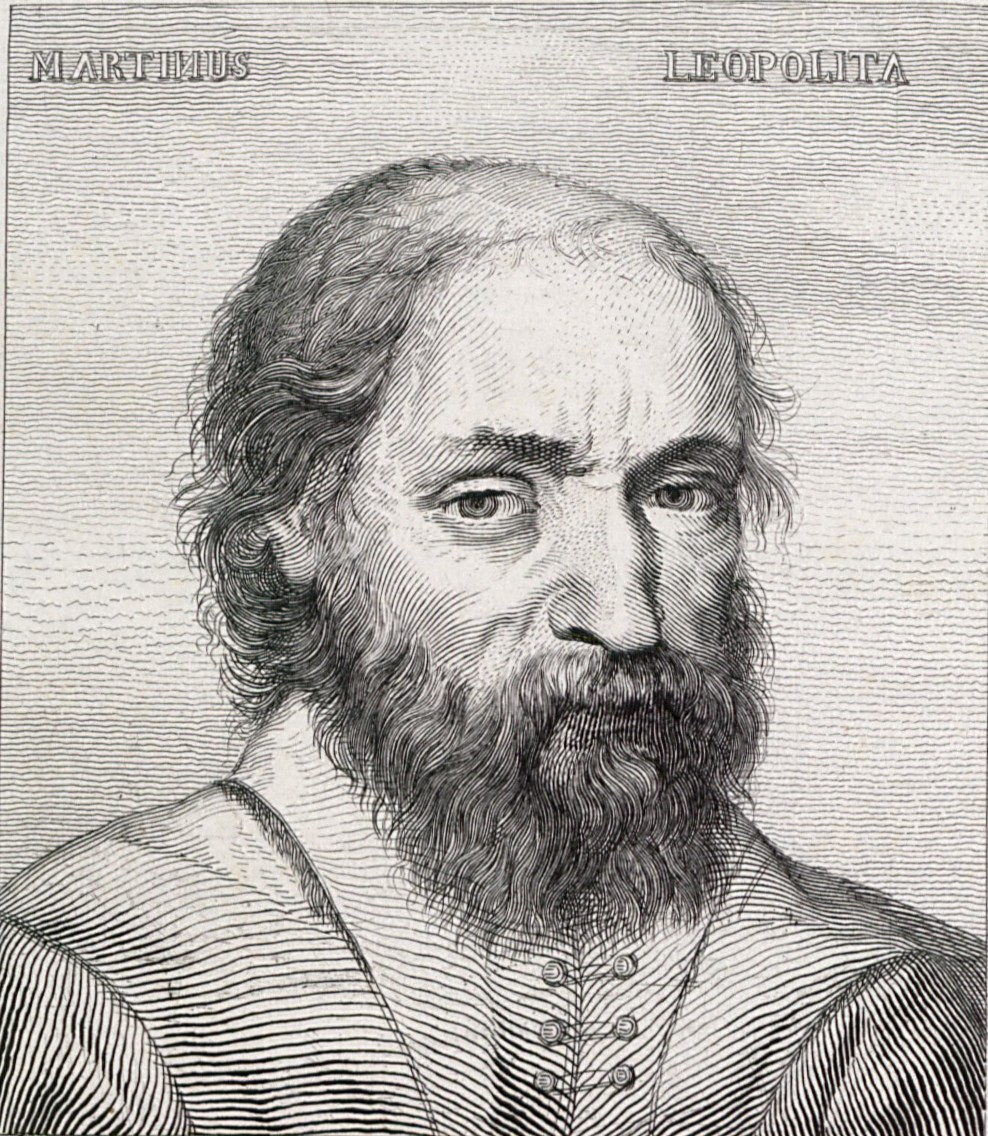
Marcin Leopolita

Marcin Leopolita (Martinus Leopolita(nus), auch Marcin ze Lwowa, Marcin Lwowczyk, Marcin Lwówczyk genannt; * um 1540 in Lemberg; † 1589 ebenda) war ein polnischer Komponist.
Über die Lebensumstände Leopolitas ist wenig mehr bekannt, als dass er 1560 als Hofkomponist des Königs Zygmunt II. August in Krakau erwähnt wurde. Von ihm sind eine Ostermesse auf polnische Kirchenlieder und vier fünfstimmige Motetten überliefert.